# Musée Curie
Le musée Curie est situé au cœur du « campus Curie » dans le quartier du Val-de-Grâce du 5e arrondissement de Paris, à deux pas du Panthéon où reposent Pierre et Marie Curie depuis 1995. Constitué d’un espace d’exposition permanente et d’un centre d’archives, il propose au public de découvrir l’histoire de la découverte de la radioactivité et de ses premières applications médicales avec la radiothérapie. Ce musée, lieu de mémoire et de connaissances sur l’histoire des sciences, occupe le « pavillon Curie », bâti par l'architecte Henri-Paul Nénot (1853-1934) et géré par le CNRS et l'Institut Curie, qui occupe aussi les pavillons voisins « Pasteur » et « des Sources ».
Le 25 novembre 2024, le ministère de la Culture annonce classer le bâtiment en tant que monument historique après une menace de démolition pour construire un bâtiment plus moderne. Cette perspective de démolition avait suscité de nombreuses polémiques et une grande vague de soutiens pour conserver le bâtiment tel quel,,.

## Le laboratoire de Marie Curie à l'Institut du Radium

### Marie Curie, directrice du laboratoire de Physique et de Chimie (1914-1934)
L'Institut du radium est inauguré en juillet 1914, à la veille de la Première Guerre mondiale. Il comprend deux bâtiments face à face. D'un côté, le pavillon Pasteur, que dirige son ami, le professeur Claudius Regaud et qui abrite un laboratoire de recherches biologiques sur les applications médicales des rayons, sous la tutelle de l'Institut Pasteur, de l’autre, le pavillon Curie, que dirige Marie Curie et qui abrite son laboratoire, spécialisé dans l’étude chimique et physique des rayonnements, et placé sous la tutelle de l'Université de Paris.
Aujourd'hui, le bureau de Marie Curie et son laboratoire de chimie personnel sont conservés. Ils constituent le cœur historique du musée au sein de l’Institut Curie.

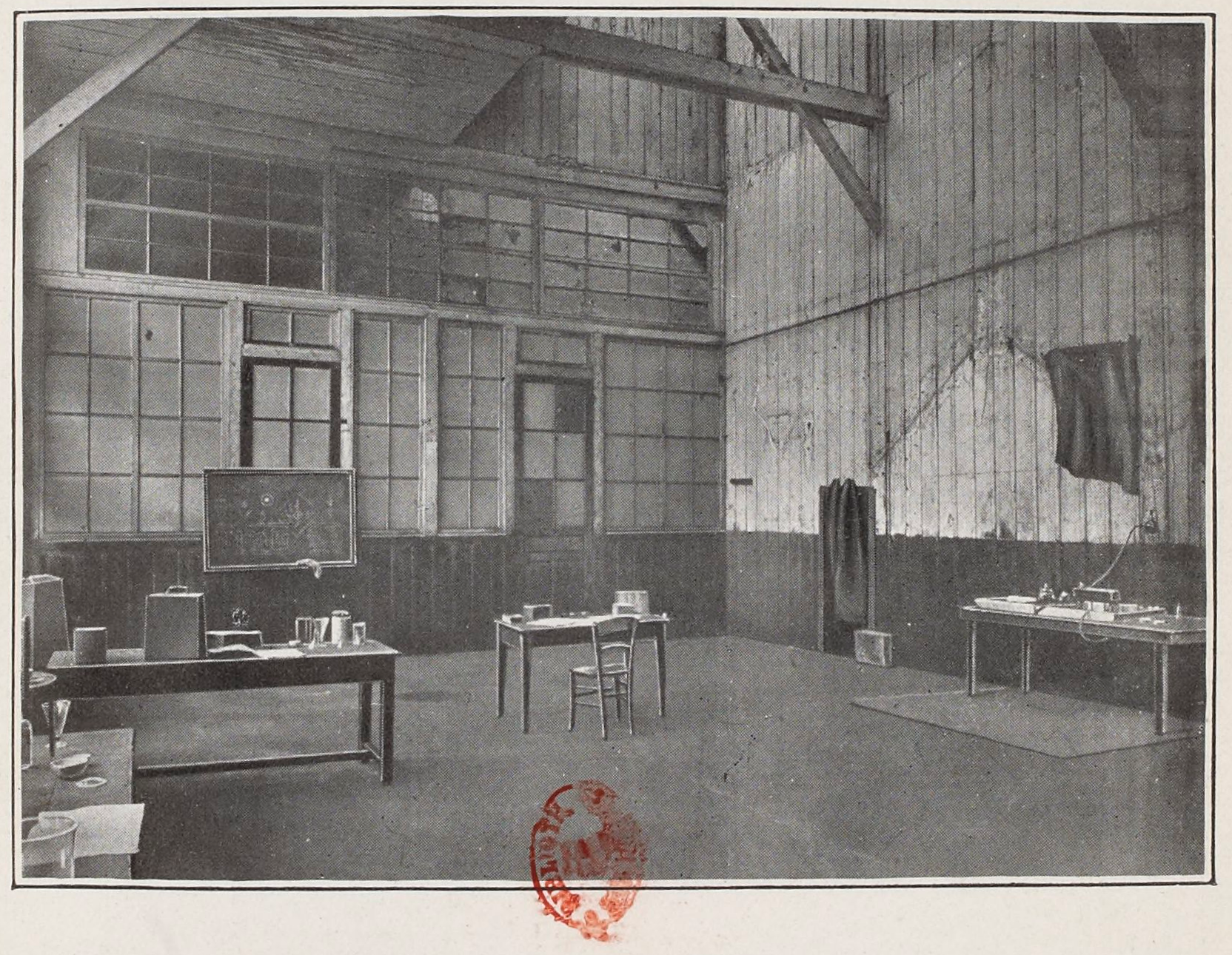
Le hangar de travail pour l'extraction du radium, à côté de leur atelier, vers 1898.
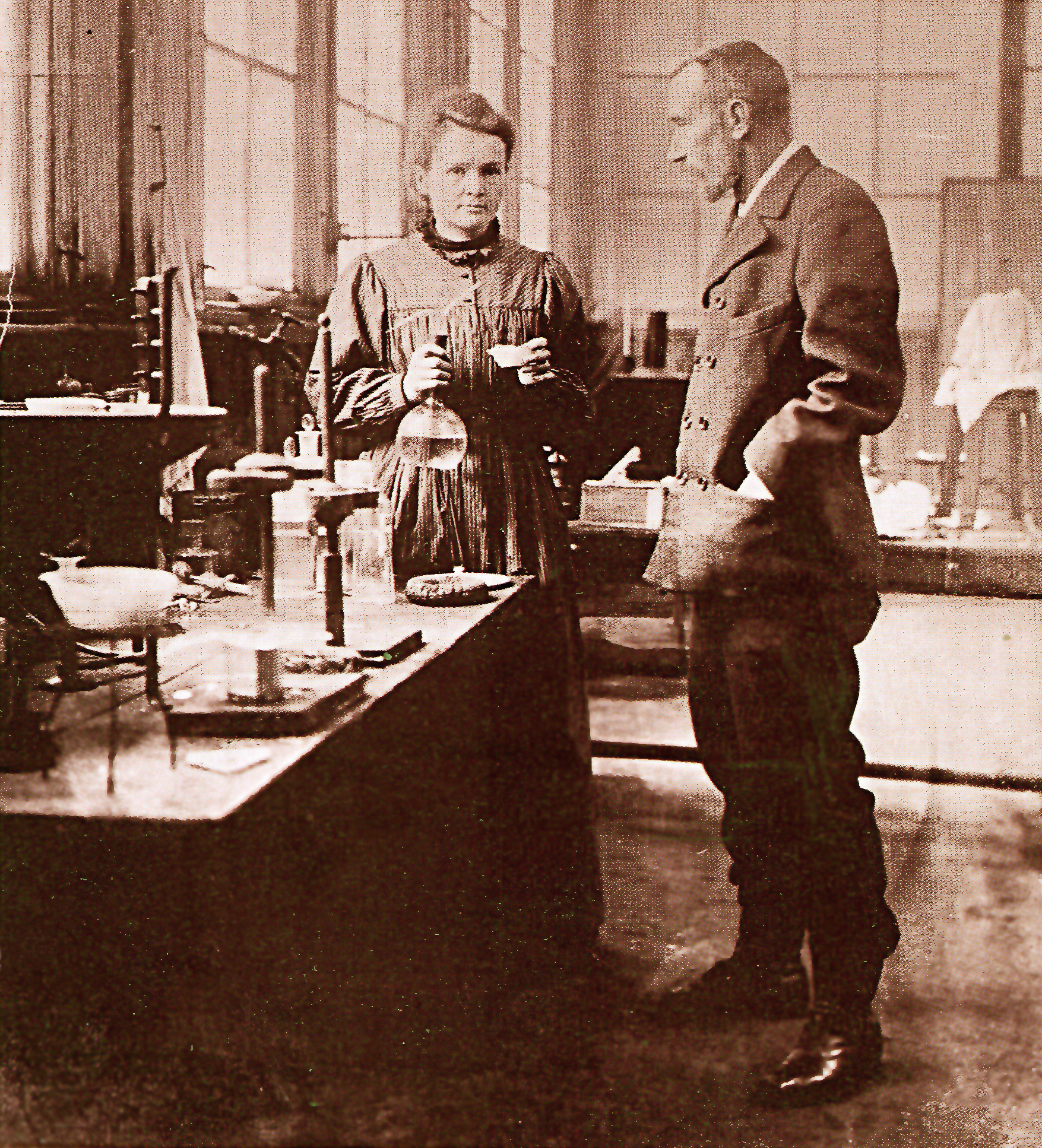
Pierre et Marie Curie dans leur laboratoire vers 1900.
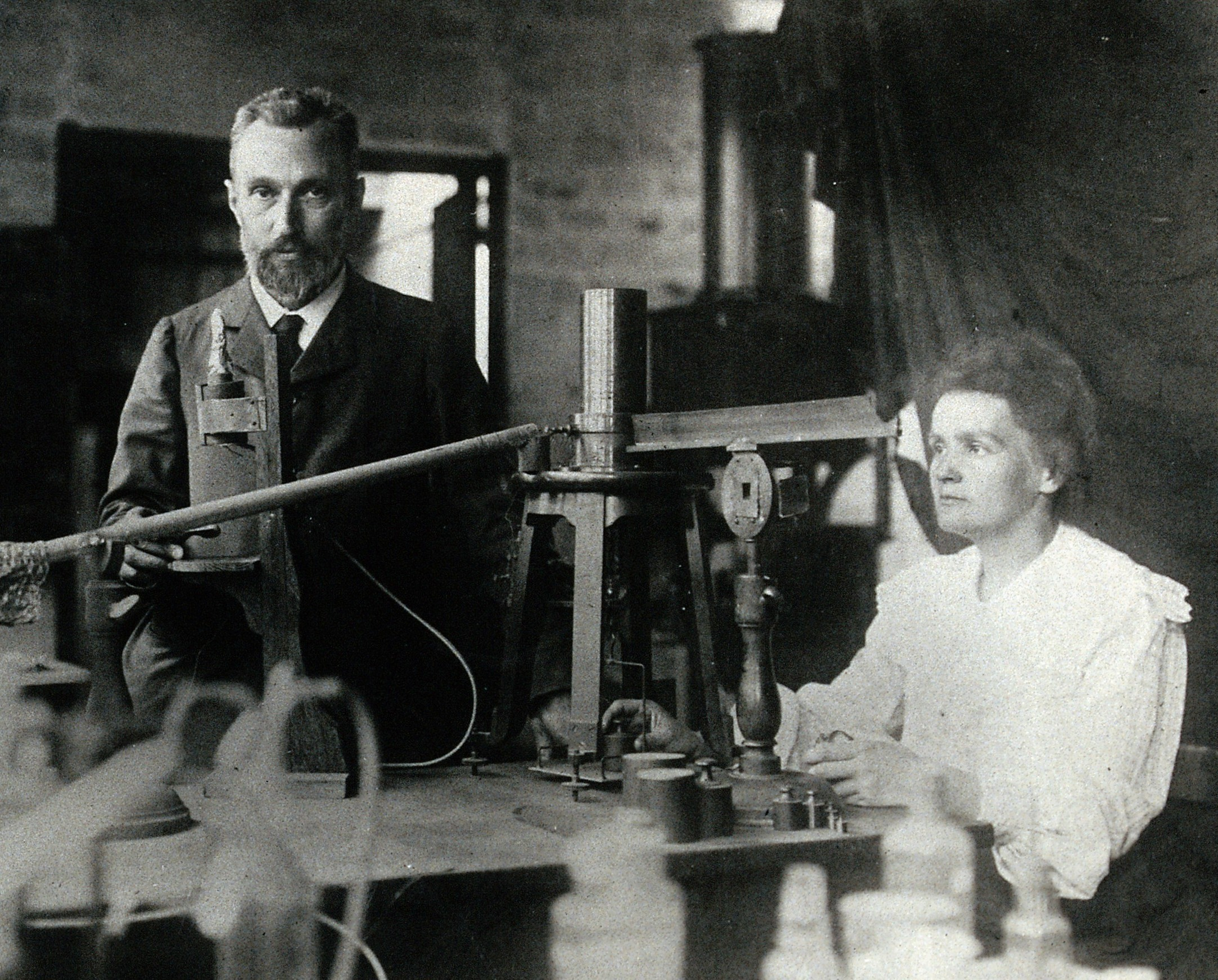
Pierre et Marie Curie au laboratoire de la rue Lhomond vers 1900.
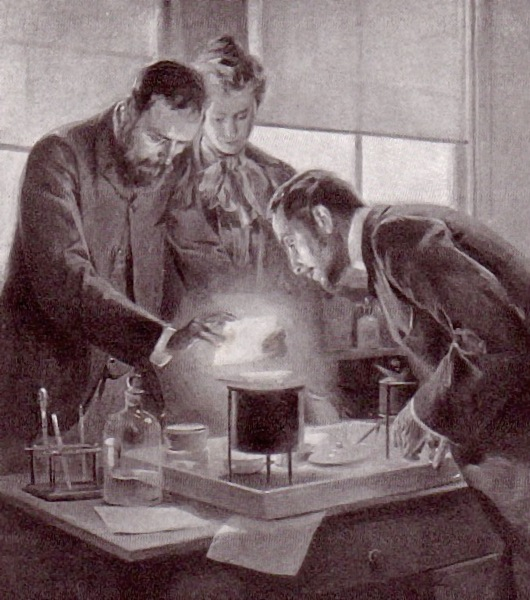
Découverte des propriétés du radium, le 10 décembre 1903.
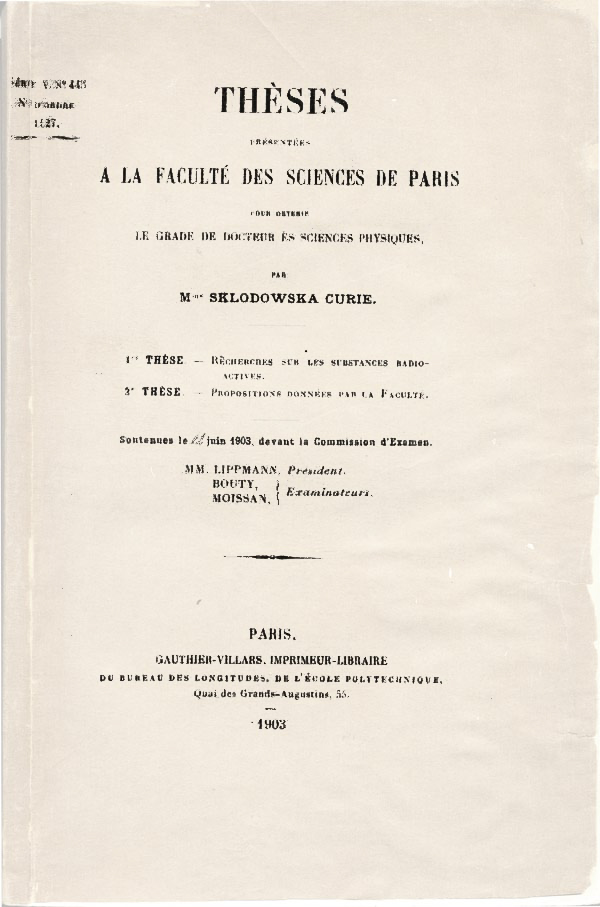
Thèse de Marie Curie: Recherches sur les substances radioactives. 1903.
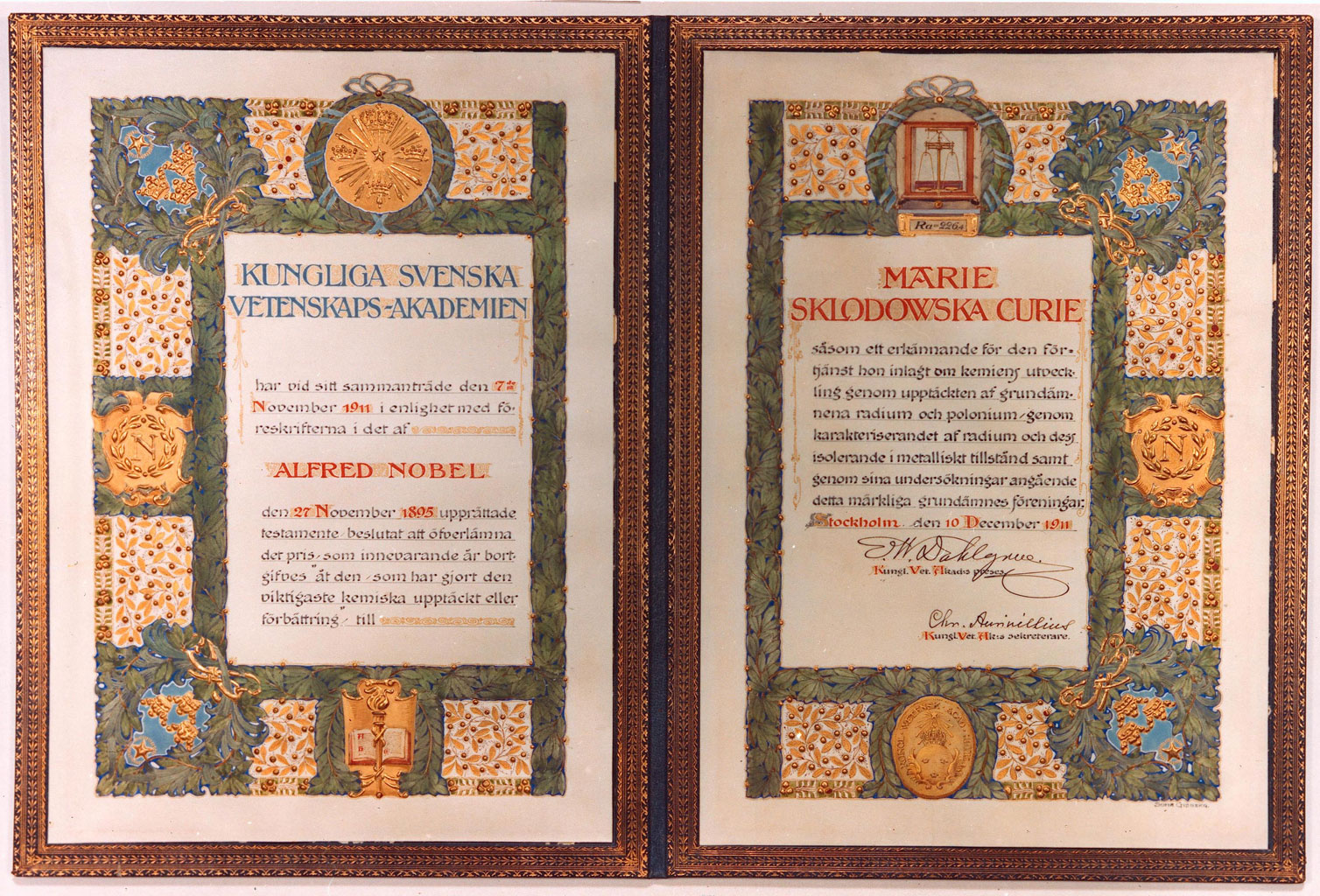
Prix Nobel de chimie de Marie Curie, décembre 1911.
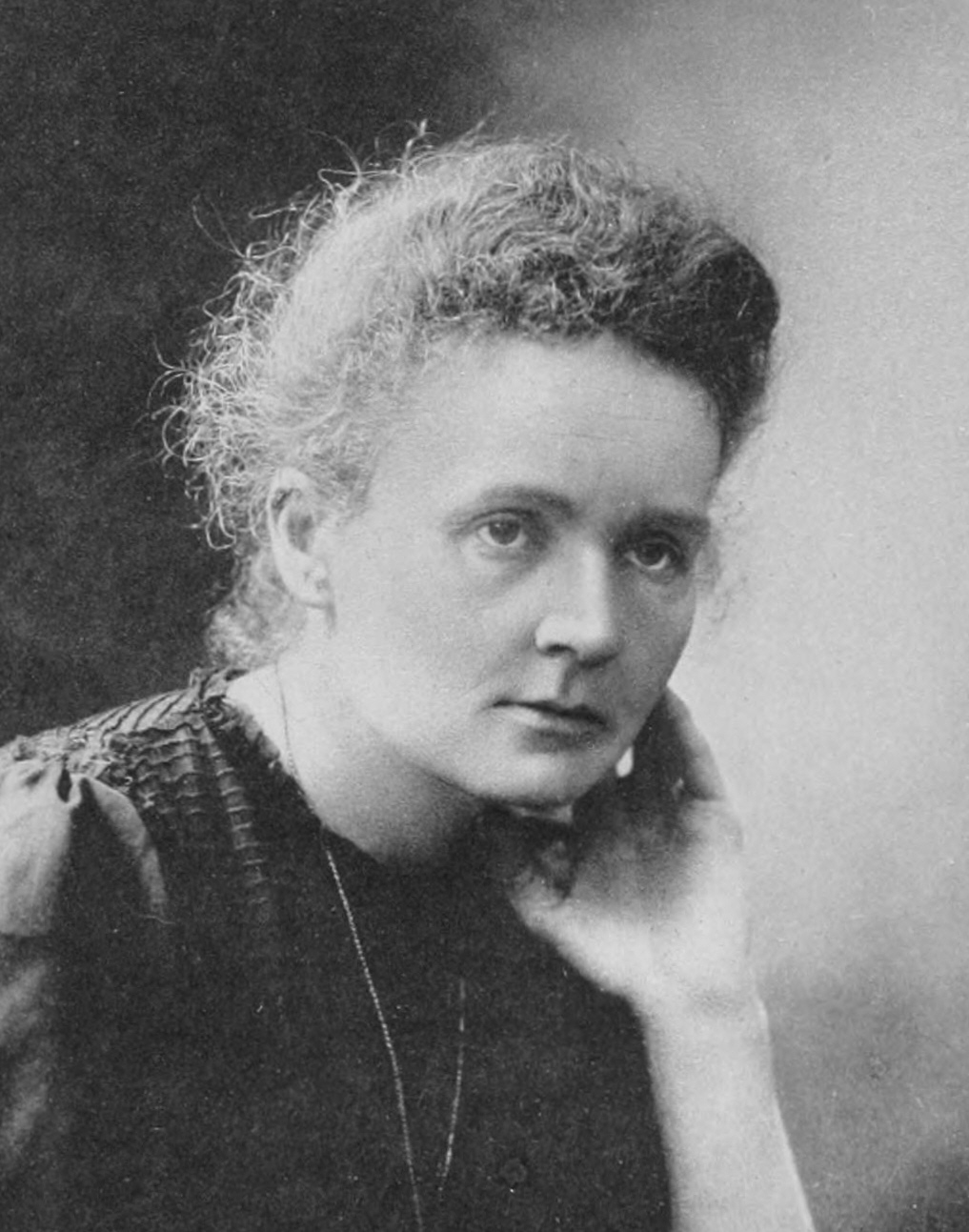
Marie Curie en 1911.
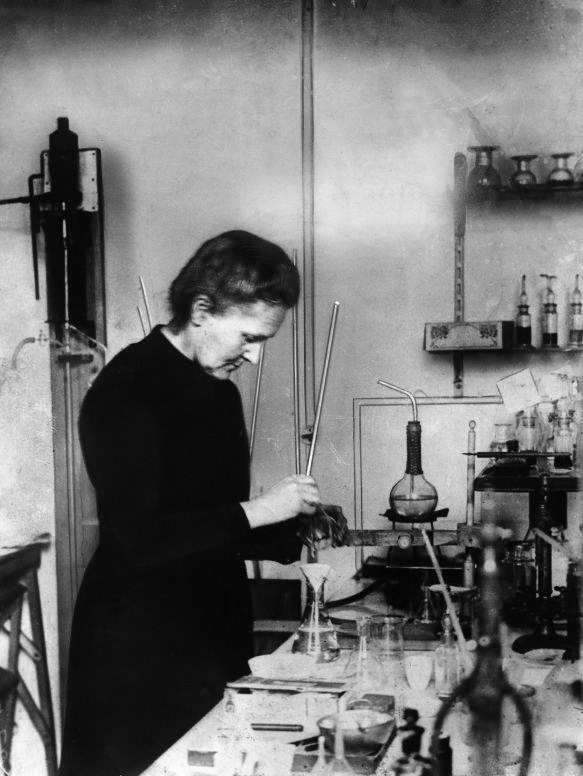
Marie Curie au travail.
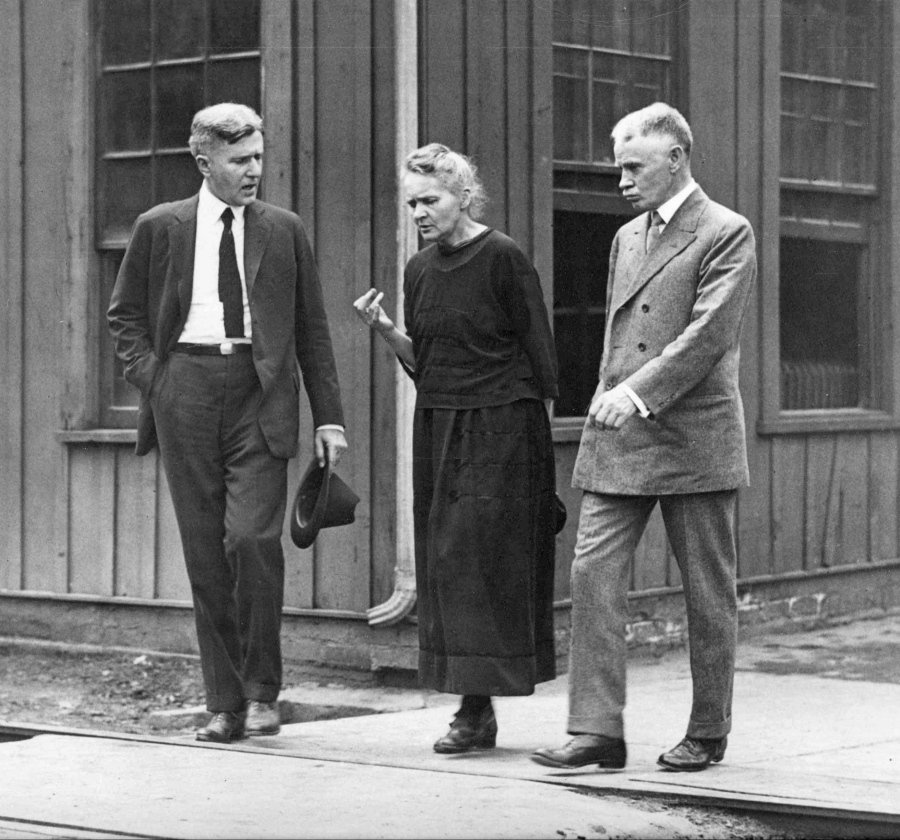
Marie Curie avec les responsables de la Standard Chemical Company à Pittsburgh en 1920.
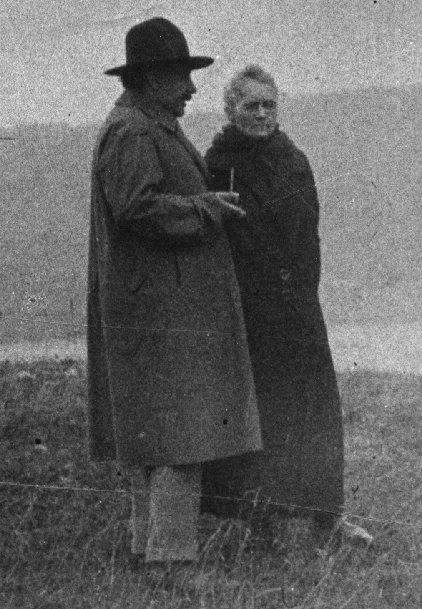
Marie Curie en compagnie du physicien Albert Einstein à Genève en 1925.

### Irène et Frédéric Joliot-Curie
En 1934 dans ce même laboratoire, Frédéric et Irène Joliot-Curie découvrent la radioactivité dite artificielle pour laquelle ils reçoivent l'année suivante le prix Nobel de chimie. Après la mort de Frédéric Joliot en 1958, les directeurs du laboratoire Curie ont souhaité conserver tel quel le bureau directorial ; bureau qui fut occupé successivement par Marie Curie (1914 à 1934), André Debierne (1935 à 1945), Irène Joliot-Curie (1945 à 1956), et enfin par Frédéric Joliot.

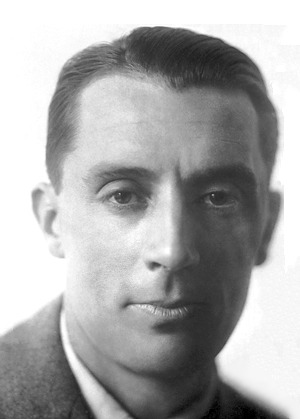
Frédéric Joliot-Curie en 1935.
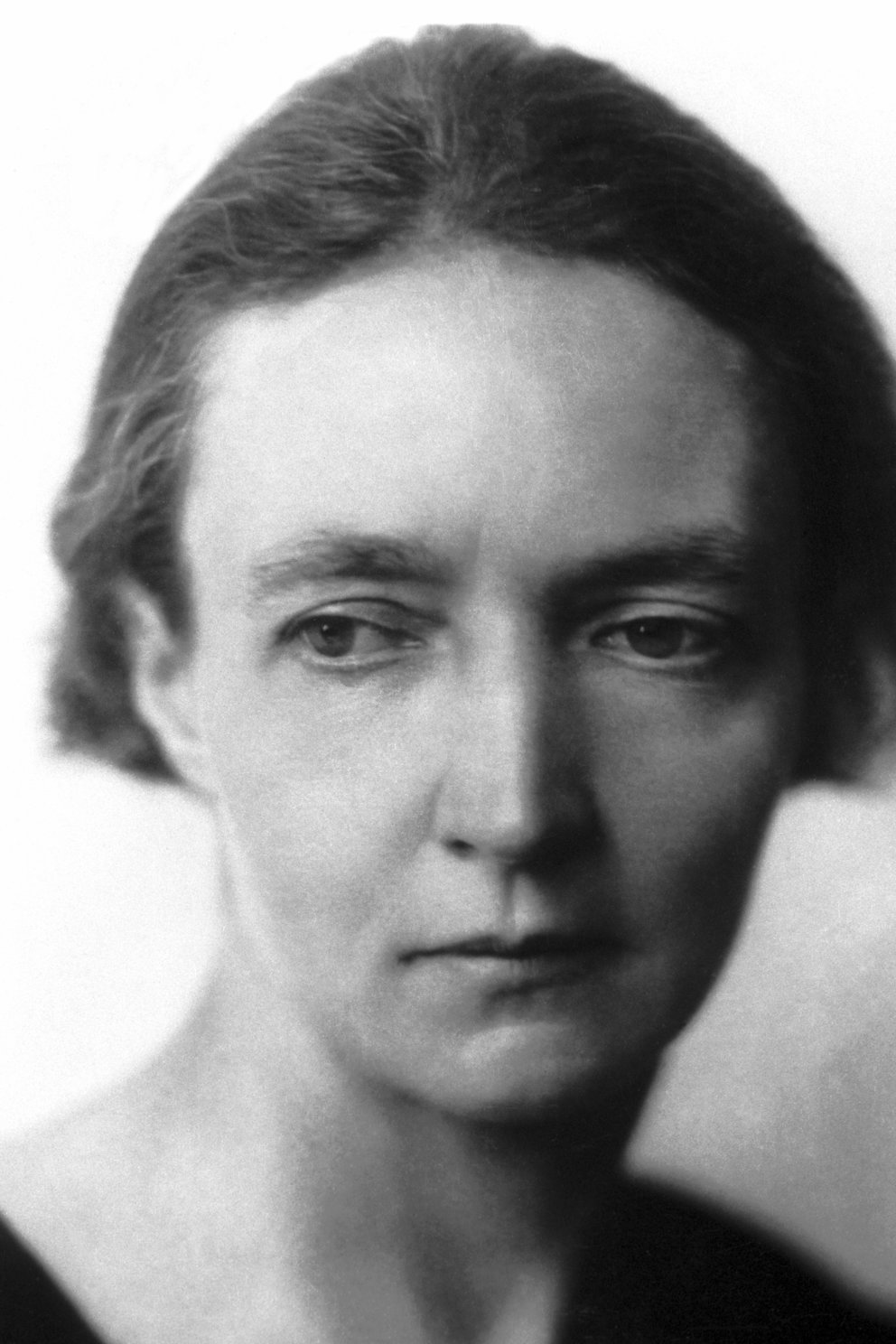
Irène Joliot-Curie en 1935.
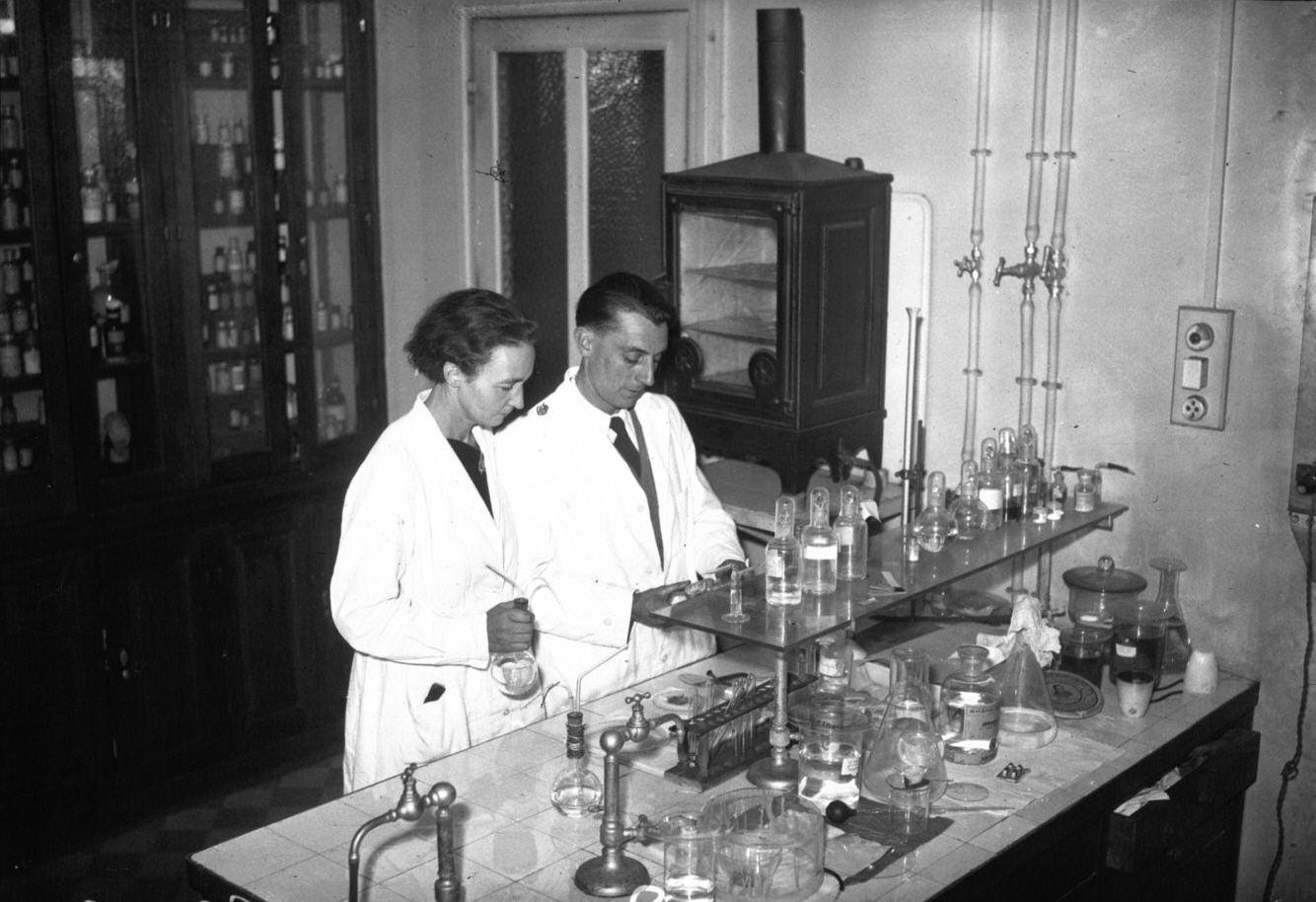
Irène et Frédéric dans leur laboratoire en 1935.
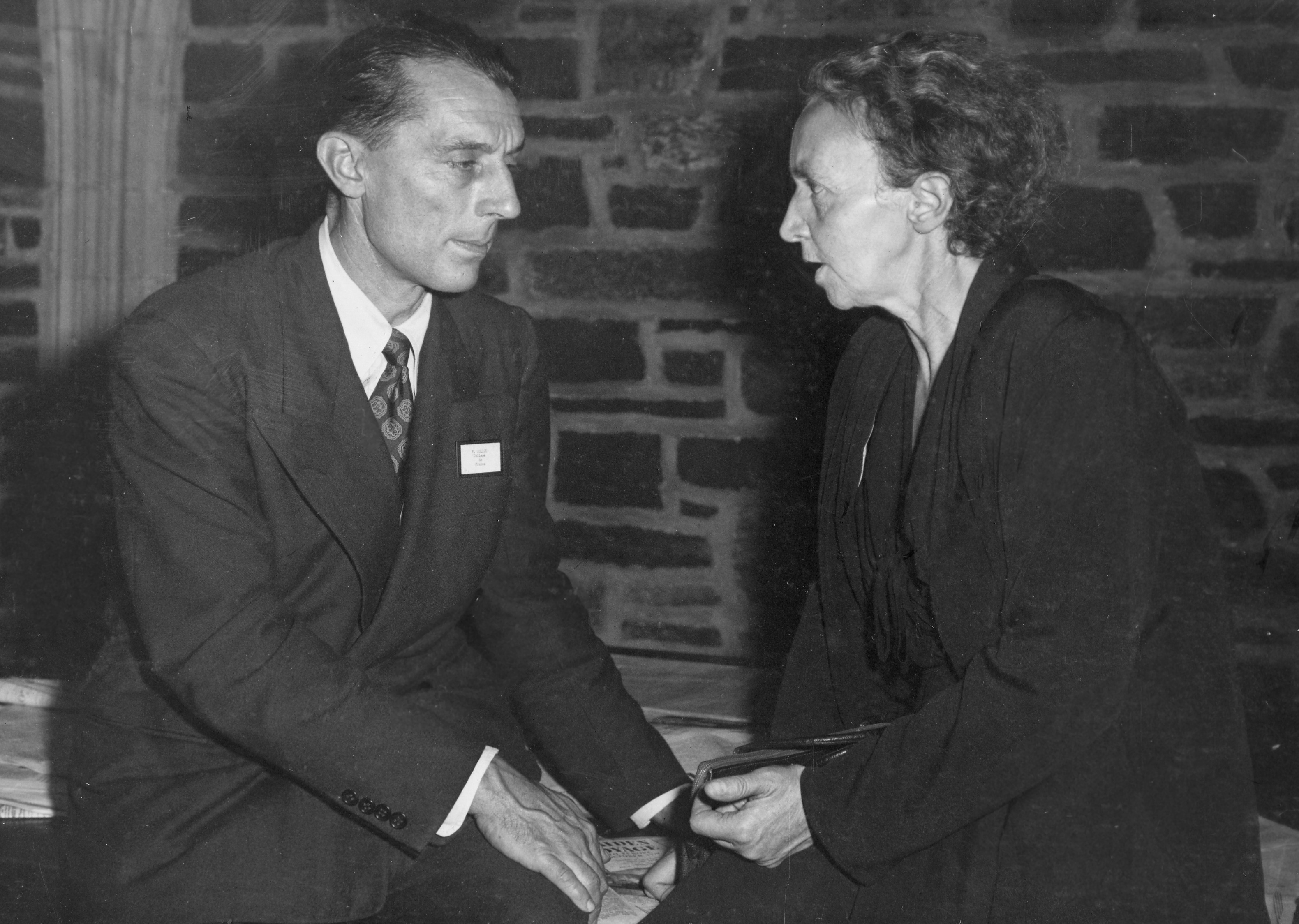
Frédéric et Irène dans les années 1940.

## Les collections
Les archives et les instruments du laboratoire Curie ont été préservés et classés. La collection d'objets, de documents et d'archives de Marie Curie, d'André Debierne, d'Irène et de Frédéric Joliot-Curie a pu être enrichie grâce aux dons de la famille et à l'action de l'Association Curie et Joliot-Curie. Les collections du musée concernent l’histoire de la radioactivité et de ses premières applications médicales. Le centre d’archives conserve de nombreux documents sur la famille Curie et Joliot-Curie, ainsi que sur leurs collaborateurs. Le musée Curie conserve également une collection d’instruments scientifiques utilisés à l’Institut du radium entre 1910 et 1960 ainsi que des objets insolites qui illustrent les multiples usages de la radioactivité au début du XXe siècle.

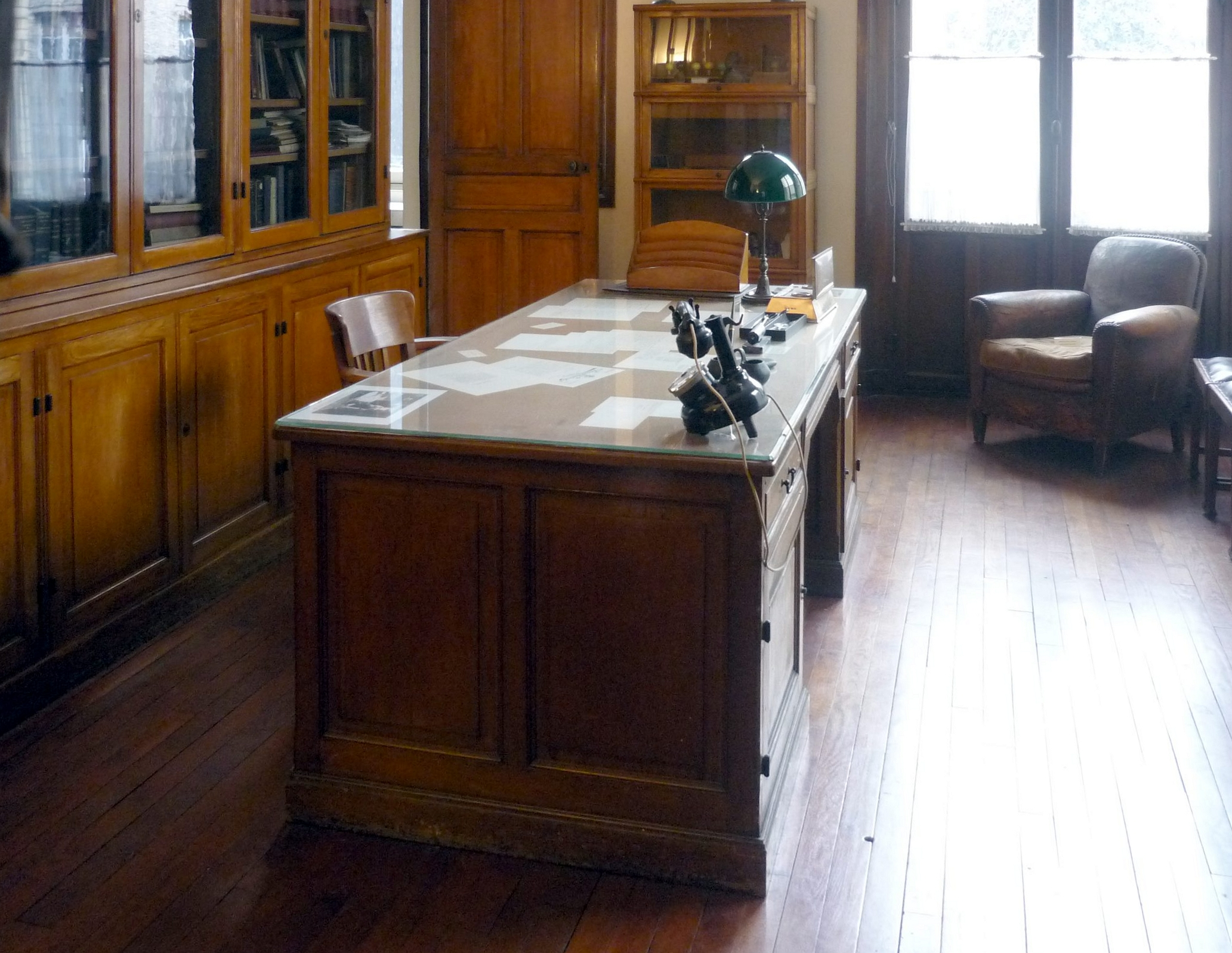
Bureau de Marie Curie.
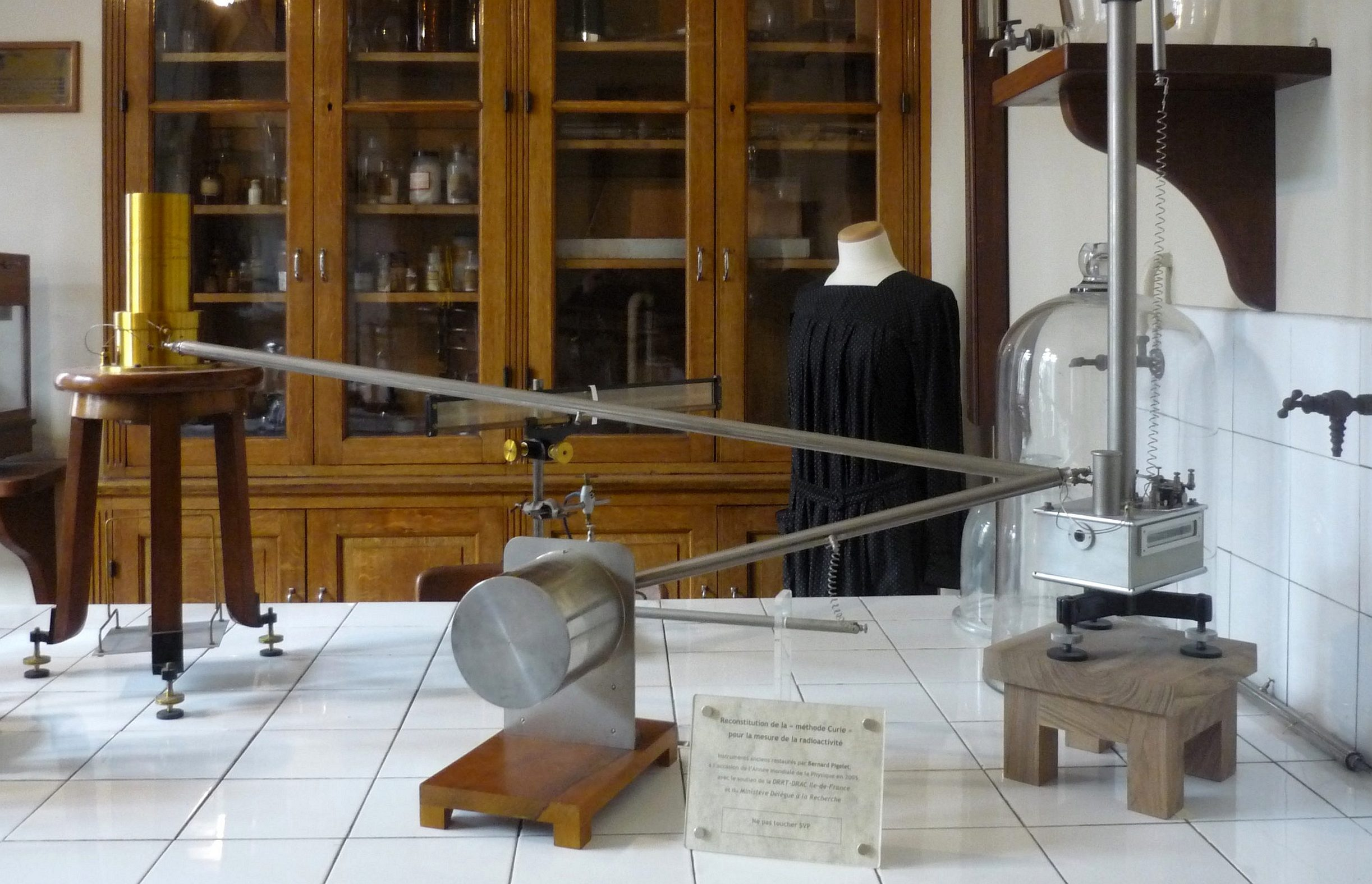
Laboratoire de Marie Curie.
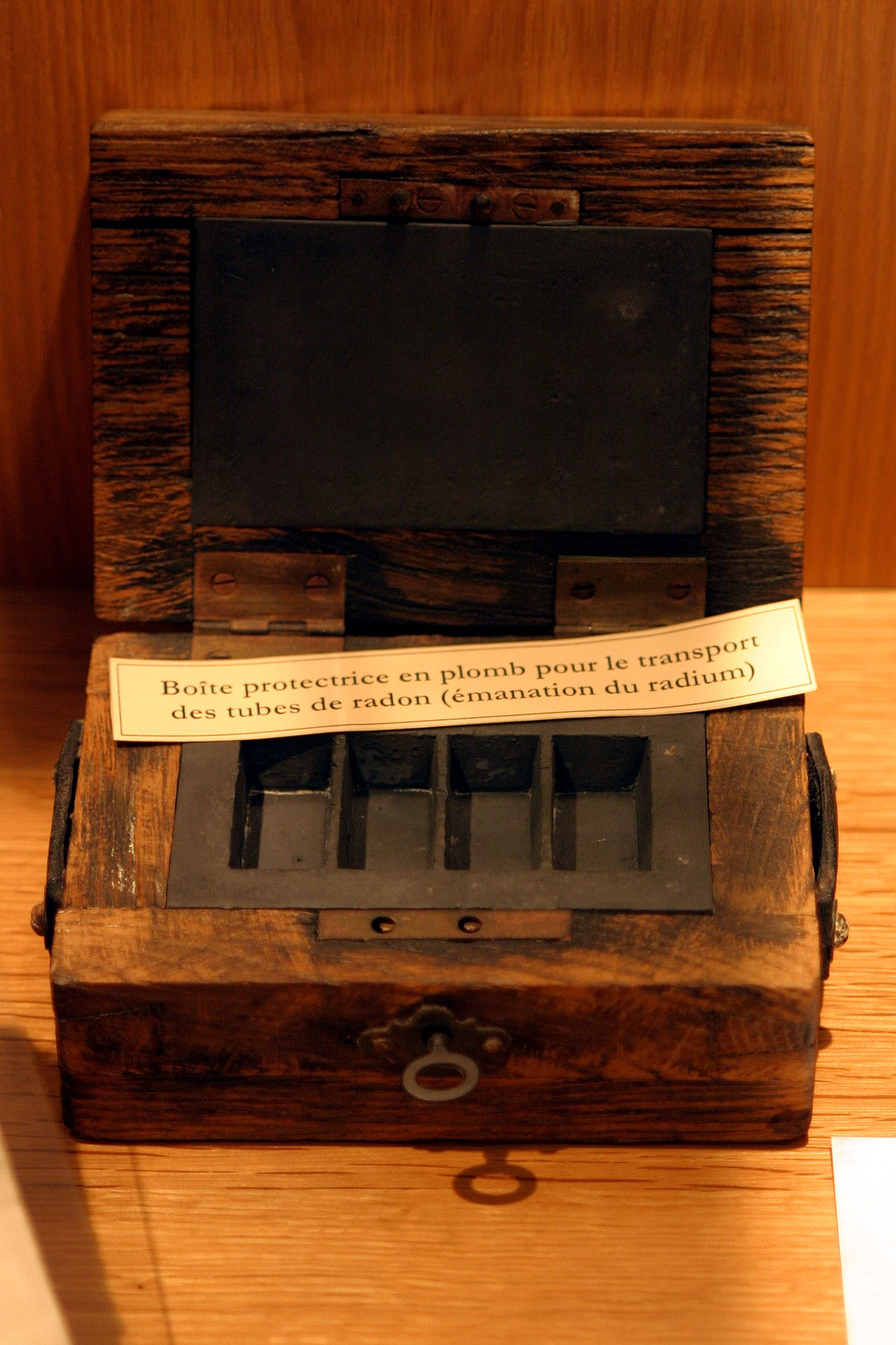
Mallette en plomb pour le transport du radon.
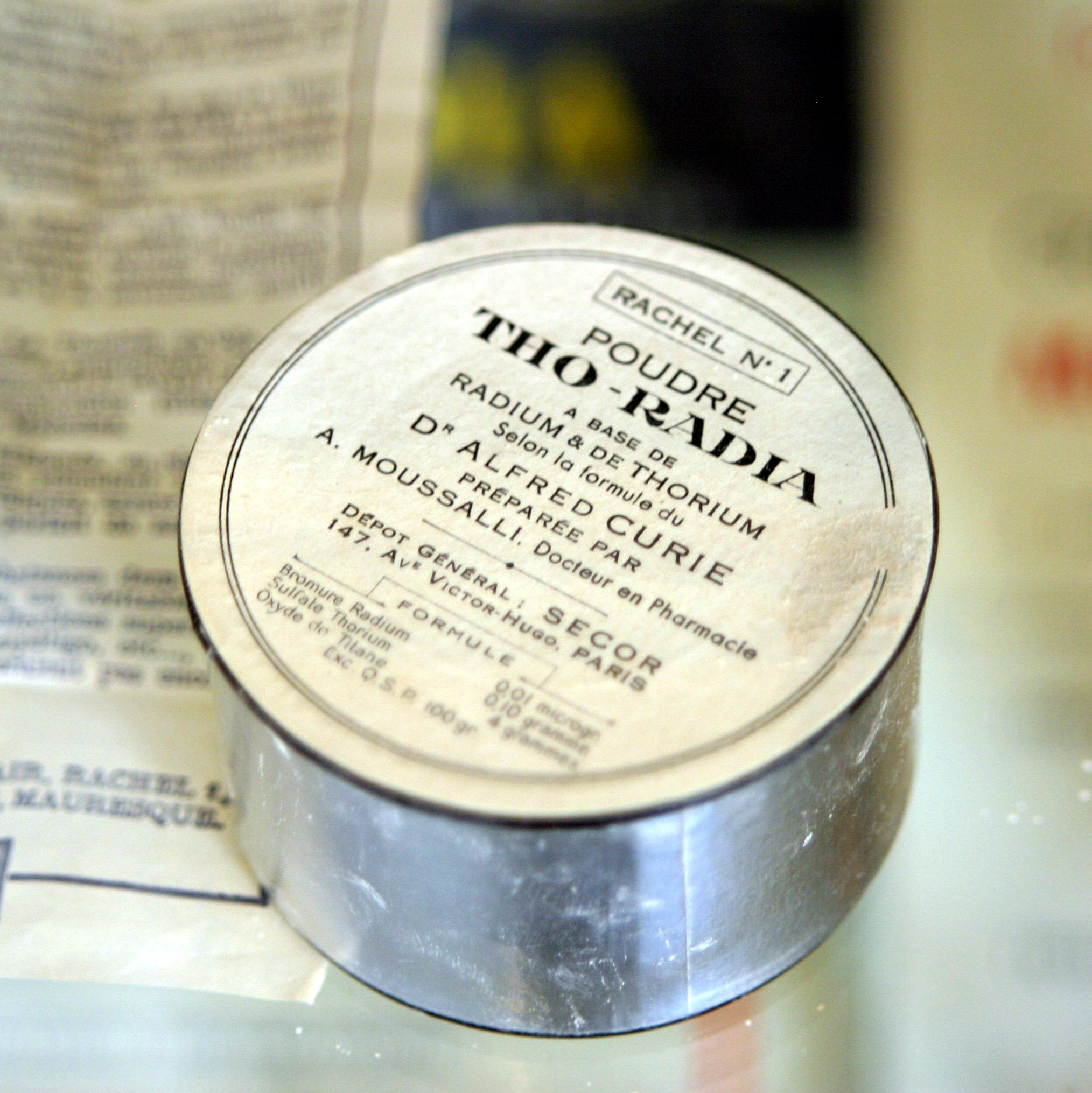
Poudre « Tho-Radia ».

Le musée Curie s'est constitué progressivement : différents évènements ont confirmé puis affirmé le caractère public du laboratoire de Marie Curie jusqu'à lui donner un statut de musée.
- En 1914, le laboratoire est dirigé par Marie Curie.
- En 1958, mort de Frédéric Joliot-Curie. Le bureau et le laboratoire sont fermés pour être conservés comme lieu de mémoire.
- En 1964, lors du trentième anniversaire de la découverte de la radioactivité artificielle, des vitrines sont aménagées pour présenter quelques-uns des appareils utilisés jusque dans les années 1930.
- En 1967, pour le centenaire de la naissance de Marie Curie, son bureau et son laboratoire de chimie personnel sont présentés à des visiteurs privilégiés.
- En 1981, du fait de l'augmentation des visites, le laboratoire de chimie de Marie Curie est décontaminé puis reconstitué. Ces travaux ont été subventionnés par la Ligue française contre le cancer.
- En 1995, à l'occasion du soixante-quinzième anniversaire de la Fondation Curie, du transfert des cendres de Pierre et Marie Curie au Panthéon, et en prévision du centième anniversaire de la découverte de la radioactivité naturelle, la salle d'exposition des instruments est rénovée et agrandie.
- En 2007, le legs de la fille de Marie Curie, Ève Curie, permet la rénovation du musée Curie, achevée en septembre 2012[4].

En novembre 2024, le ministère de la Culture annonce vouloir protéger le bâtiment en le classant monument historique.

## Environnement et accès
Le musée Curie est une unité mixte de service CNRS/Institut Curie. Ces locaux font partie de l'institut Curie. Il se situe dans le « Campus Curie », qui abrite également l’Institut de biologie physico-chimique, l’École nationale supérieure de chimie de Paris, les instituts « Henri-Poincaré », Géographique et Océanographique, la Fondation Sciences Mathématiques de Paris, la Société mathématique de France et la Société de mathématiques appliquées et industrielles, soit une importante concentration de centres de recherches en sciences exactes. Ce campus est desservi par la ligne B du RER (station Gare du Luxembourg), la ligne 7 du métro de Paris (station Monge) et par la ligne d'autobus 24 (station Musée et Institut Curie).